# Глуськ (гміна)
Гміна Глуськ (пол. Gmina Głusk) — сільська гміна у східній Польщі. Належить до Люблінського повіту Люблінського воєводства.
Станом на 31 грудня 2011 у гміні проживало 9112 осіб.
До 1 січня 2015 року органи управління знаходилися у дільниці Глуськ міста Люблін. З 1 січня 2015 року органи управління містяться у селі Домінув.

## Площа
Згідно з даними за 2007 рік площа гміни становила 64.00 км², у тому числі:
- орні землі: 88.00%
- ліси: 7.00%

Таким чином, площа гміни становить 3.81% площі повіту.

## Населення
Станом на 31 грудня 2011:
| Опис     | Загалом | Загалом | Чоловіки | Чоловіки | Жінки | Жінки |
| -------- | ------- | ------- | -------- | -------- | ----- | ----- |
| одиниця  | осіб    | %       | осіб     | %        | осіб  | %     |
| все      | 9112    | 100     | 4432     | 48.64    | 4680  | 51.36 |
| міське   | 0       | 100     | 0        |          | 0     |       |
| сільське | 9112    | 100     | 4432     | 48.64    | 4680  | 51.36 |

## Сусідні гміни
Гміна Глуськ межує з такими гмінами: Яблонна, Мелґев, П'яскі, Неджвиця-Дужа, Стшижевіце, Свідник.